# Ямайка на летних Олимпийских играх 2016
Ямайка на летних Олимпийских играх 2016 года была представлена 56 спортсменами в 3 видах спорта. Это самая большая делегация в истории ямайских олимпийских выступлений. Знаменосцем сборной Ямайки на церемонии открытия Игр стала двукратная олимпийская чемпионка в беге на 100 метров Шелли-Энн Фрейзер-Прайс, а на церемонии закрытия флаг нёс ещё один легкоатлет Джейвон Фрэнсис, ставший в составе сборной серебряным призёром в эстафете 4×400 метров.
По итогам соревнований на счету ямайских спортсменов было 6 золотых, 3 серебряных и 2 бронзовых медали, что позволило сборной Ямайки занять 16-е место в неофициальном медальном зачёте. Впервые в истории выступлений Ямайки на Олимпийских играх спортсменам удалось завоевать 6 золотых медалей. Подобное достижение первоначально удавалось достичь в 2008 году, однако позднее сборная Ямайки была лишена золотой медали в эстафете 4×100 метров, из-за того, что в допинг-пробе Несты Картера было обнаружено запрещенное вещество метилгексанамин.
Усэйн Болт стал единственным спортсменом, кому удалось выиграть спринтерские дистанции 100 и 200 метров на трёх Олимпийских играх подряд (Пекин 2008, Лондон 2012 и Рио-де-Жанейро 2016). Завоевав в общей сложности 8 золотых олимпийских медалей, Болт сравнялся по этому показателю с американцам Реем Юри, уступая одну высшую награду финну Пааво Нурми.

## Медали
| Золото  | |                                                          |            |
| №       | Спортсмены                                                                                                  | Вид спорта (дисциплина)                                  | Дата       |
| 1       | Элейн Томпсон                                                                                               | Лёгкая атлетика (бег на 100 метров, женщины)             | 13 августа |
| 2       | Усэйн Болт                                                                                                  | Лёгкая атлетика (бег на 100 метров, мужчины)             | 14 августа |
| 3       | Омар Маклеод                                                                                                | Лёгкая атлетика (бег на 110 метров с барьерами, мужчины) | 16 августа |
| 4       | Элейн Томпсон                                                                                               | Лёгкая атлетика (бег на 200 метров, женщины)             | 17 августа |
| 5       | Усэйн Болт                                                                                                  | Лёгкая атлетика (бег на 200 метров, мужчины)             | 18 августа |
| 6       | Асафа Пауэлл Йохан Блейк Никель Ашмид Усэйн Болт Кемар Бэйли-Коул Джевон Минзи                              | Лёгкая атлетика (эстафета 4×100 метров, мужчины)         | 19 августа |
| Серебро | |                                                          |            |
| №       | Спортсмены                                                                                                  | Вид спорта (дисциплина)                                  | Дата       |
| 1       | Кристания Уильямс Элейн Томпсон Вероника Кэмпбелл-Браун Шелли-Энн Фрейзер-Прайс Симона Фейси Сашали Форбс   | Лёгкая атлетика (эстафета 4×100 метров, женщины)         | 19 августа |
| 2       | Питер Мэттьюс Нейтон Аллен Фитцрой Данкли Джейвон Фрэнсис Рушин Макдональд                                  | Лёгкая атлетика (эстафета 4×400 метров, мужчины)         | 20 августа |
| 3       | Стефени Энн Макферсон Анниша Маклафлин-Уилби Шерика Джексон Новлен Уильямс-Миллс Кристин Дэй Крисанн Гордон | Лёгкая атлетика (эстафета 4×400 метров, женщины)         | 20 августа |
| Бронза  | |                                                          |            |
| №       | Спортсмены                                                                                                  | Вид спорта (дисциплина)                                  | Дата       |
| 1       | Шелли-Энн Фрейзер-Прайс                                                                                     | Лёгкая атлетика (бег на 100 метров, женщины)             | 13 августа |
| 2       | Шерика Джексон                                                                                              | Лёгкая атлетика (бег на 400 метров, женщины)             | 15 августа |

## Состав сборной
Лёгкая атлетика
1. Нейтон Аллен
2. Никель Ашмид
3. Кемар Бэйли-Коул
4. Йохан Блейк
5. Усэйн Болт
6. Федрик Дакрес
7. Фитцрой Данкли
8. Дьюс Картер
9. Роксрой Като
10. Кемой Кэмпбелл
11. Рушин Макдональд
12. Омар Маклауд
13. Джевон Минзи
14. Питер Мэттьюс
15. Ричардс О’Дейн
16. Асафа Пауэлл
17. Клайв Пуллен
18. Эндрю Райли
19. Обри Смит
20. Аннсерт Уайт
21. Дамар Форбс
22. Джейвон Фрэнсис
23. Джахил Хайд
24. Тара-Сью Барнетт
25. Крисанн Гордон
26. Натойя Гуле
27. Шерика Джексон
28. Кристин Дэй
29. Келлион Книбб
30. Вероника Кэмпбелл-Браун
31. Симойя Кэмпбелл
32. Дайна Леви
33. Шейде Лоренс
34. Анниша Маклафлин-Уилби
35. Стефени Энн Макферсон
36. Леа Ньюджент
37. Аиша Прот
38. Дженив Расселл
39. Шаника Рикеттс
40. Кения Синклэр
41. Меган Таппер
42. Данниэль Томас-Додд
43. Элейн Томпсон
44. Ристанна Трейси
45. Никиша Уилсон
46. Кимберли Уильямс
47. Кристания Уильямс
48. Новлен Уильямс-Миллс
49. Шермани Уильямс
50. Симона Фейси
51. Сашали Форбс
52. Шелли-Энн Фрейзер-Прайс

 Плавание
1. Тимоти Уинтер
2. Алия Аткинсон

 Прыжки в воду
1. Йона Найт-Уиздом

 Спортивная гимнастика
1. Тони-Энн Уильямс

## Результаты соревнований

### Водные виды спорта

#### Плавание
В следующий раунд на каждой дистанции проходят спортсмены, показавшие лучший результат, независимо от места, занятого в своём заплыве.
Мужчины
| Дистанция           | Спортсмены    | Предварительный раунд | Предварительный раунд | Предварительный раунд | Полуфинал            | Полуфинал            | Полуфинал            | Финал                | Финал                |
| Дистанция           | Спортсмены    | Заплыв                | Результат             | Место                 | Заплыв               | Результат            | Место                | Результат            | Место                |
| ------------------- | ------------- | --------------------- | --------------------- | --------------------- | -------------------- | -------------------- | -------------------- | -------------------- | -------------------- |
| 100 метров на спине | Тимоти Уинтер | 1                     | 57,20                 | 34                    | завершил выступление | завершил выступление | завершил выступление | завершил выступление | завершил выступление |

Женщины
| Дистанция          | Спортсмены    | Предварительный раунд | Предварительный раунд | Предварительный раунд | Полуфинал | Полуфинал | Полуфинал | Финал     | Финал |
| Дистанция          | Спортсмены    | Заплыв                | Результат             | Место                 | Заплыв    | Результат | Место     | Результат | Место |
| ------------------ | ------------- | --------------------- | --------------------- | --------------------- | --------- | --------- | --------- | --------- | ----- |
| 100 метров брассом | Алия Аткинсон | 5                     | 1:06,72               | 7 Q                   | 2         | 1:06,52   | 5 Q       | 1:08,10   | 8     |

#### Прыжки в воду
Мужчины
| Соревнование      | Спортсмены       | Предварительный раунд | Предварительный раунд | Полуфинал | Полуфинал | Финал     | Финал |
| Соревнование      | Спортсмены       | Результат             | Место                 | Результат | Место     | Результат | Место |
| ----------------- | ---------------- | --------------------- | --------------------- | --------- | --------- | --------- | ----- |
| трамплин, 3 метра | Йона Найт-Уиздом |                       |                       |           |           |           |       |

### Гимнастика

#### Спортивная гимнастика
В квалификационном раунде проходил отбор, как в финал командного многоборья, так и в финалы личных дисциплин. В финал индивидуального многоборья отбиралось 24 спортсмена с наивысшими результатами, а в финалы отдельных упражнений по 8 спортсменов, причём в финале личных дисциплин страна не могла быть представлена более, чем 2 спортсменами. В командном многоборье в квалификации на каждом снаряде выступали по 4 спортсмена, а в зачёт шли три лучших результата. В финале командных соревнований на каждом снаряде выступало по три спортсмена и все три результата шли в зачёт.
Женщины
Многоборья
| Соревнование      | Спортсмены       | Квалификация   | Квалификация        | Квалификация | Квалификация       | Квалификация | Квалификация | Финал                 | Финал                 | Финал                 | Финал                 | Финал                 | Финал                 |
| Соревнование      | Спортсмены       | Опорный прыжок | Разновысокие брусья | Бревно       | Вольные упражнения | Всего        | Место        | Опорный прыжок        | Разновысокие брусья   | Бревно                | Вольные упражнения    | Всего                 | Место                 |
| ----------------- | ---------------- | -------------- | ------------------- | ------------ | ------------------ | ------------ | ------------ | --------------------- | --------------------- | --------------------- | --------------------- | --------------------- | --------------------- |
| личное многоборье | Тони-Энн Уильямс | 14,100         | 11,533              | 12,133       | 13,200             | 50,966       | 54           | Завершила выступление | Завершила выступление | Завершила выступление | Завершила выступление | Завершила выступление | Завершила выступление |

Индивидуальные упражнения
| Соревнование        | Спортсмены       | Квалификация | Квалификация | Финал                 | Финал                 |
| Соревнование        | Спортсмены       | Очки         | Место        | Очки                  | Место                 |
| ------------------- | ---------------- | ------------ | ------------ | --------------------- | --------------------- |
| разновысокие брусья | Тони-Энн Уильямс | 11,533       | 78           | Завершила выступление | Завершила выступление |
| бревно              | Тони-Энн Уильямс | 12,133       | 73           | Завершила выступление | Завершила выступление |
| вольные упражнения  | Тони-Энн Уильямс | 13,200       | 51           | Завершила выступление | Завершила выступление |

### Лёгкая атлетика
Мужчины
Беговые дисциплины
| Дисциплина                    | Спортсмен                                                   | Предварительный раунд | Предварительный раунд | Предварительный раунд | Четвертьфиналы | Четвертьфиналы | Четвертьфиналы | Полуфиналы                                                | Полуфиналы                                                | Полуфиналы                                                | Финал                | Финал                |
| Дисциплина                    | Спортсмен                                                   | Забег                 | Время                 | Место                 | Забег          | Время          | Место          | Забег                                                     | Время                                                     | Место                                                     | Время                | Место                |
| ----------------------------- | ----------------------------------------------------------- | --------------------- | --------------------- | --------------------- | -------------- | -------------- | -------------- | --------------------------------------------------------- | --------------------------------------------------------- | --------------------------------------------------------- | -------------------- | -------------------- |
| бег на 100 метров             | Усэйн Болт                                                  |                       |                       |                       |                |                |                |                                                           |                                                           |                                                           |                      |                      |
| бег на 100 метров             | Йохан Блейк                                                 |                       |                       |                       |                |                |                |                                                           |                                                           |                                                           |                      |                      |
| бег на 100 метров             | Никель Ашмид                                                |                       |                       |                       |                |                |                |                                                           |                                                           |                                                           |                      |                      |
| бег на 200 метров             | Усэйн Болт                                                  |                       |                       |                       |                |                |                |                                                           |                                                           |                                                           |                      |                      |
| бег на 200 метров             | Никель Ашмид                                                |                       |                       |                       |                |                |                |                                                           |                                                           |                                                           |                      |                      |
| бег на 200 метров             | Йохан Блейк                                                 |                       |                       |                       |                |                |                |                                                           |                                                           |                                                           |                      |                      |
| бег на 400 метров             | Фитцрой Данкли                                              | 1                     | 45,66                 | 4                     | не проводится  | не проводится  | не проводится  | завершил выступление                                      | завершил выступление                                      | завершил выступление                                      | завершил выступление | завершил выступление |
| бег на 400 метров             | Джейвон Фрэнсис                                             |                       |                       |                       | не проводится  | не проводится  | не проводится  |                                                           |                                                           |                                                           |                      |                      |
| бег на 400 метров             | Рушин Макдональд                                            |                       |                       |                       | не проводится  | не проводится  | не проводится  |                                                           |                                                           |                                                           |                      |                      |
| бег на 5000 метров            | Кемой Кэмпбелл                                              |                       |                       |                       | не проводится  | не проводится  | не проводится  | не проводится                                             | не проводится                                             | не проводится                                             |                      |                      |
| бег на 110 метров с барьерами | Омар Маклауд                                                |                       |                       |                       | не проводится  | не проводится  | не проводится  |                                                           |                                                           |                                                           |                      |                      |
| бег на 110 метров с барьерами | Эндрю Райли                                                 |                       |                       |                       | не проводится  | не проводится  | не проводится  |                                                           |                                                           |                                                           |                      |                      |
| бег на 110 метров с барьерами | Дьюс Картер                                                 |                       |                       |                       | не проводится  | не проводится  | не проводится  |                                                           |                                                           |                                                           |                      |                      |
| бег на 400 метров с барьерами | Аннсерт Уайт                                                |                       |                       |                       | не проводится  | не проводится  | не проводится  |                                                           |                                                           |                                                           |                      |                      |
| бег на 400 метров с барьерами | Джахил Хайд                                                 |                       |                       |                       | не проводится  | не проводится  | не проводится  |                                                           |                                                           |                                                           |                      |                      |
| бег на 400 метров с барьерами | Роксрой Като                                                |                       |                       |                       | не проводится  | не проводится  | не проводится  |                                                           |                                                           |                                                           |                      |                      |
| Эстафета                      | Предварительный раунд                                       | Предварительный раунд | Предварительный раунд | Предварительный раунд | Полуфинал      | Полуфинал      | Полуфинал      | Финал                                                     | Финал                                                     | Финал                                                     | Финал                | Финал                |
| Эстафета                      | Состав                                                      | Забег                 | Время                 | Место                 | Забег          | Время          | Место          | Состав                                                    | Состав                                                    | Состав                                                    | Время                | Место                |
| эстафета 4×100 метров         | Джевон Минзи Асафа Пауэлл Никель Ашмид Кемар Бэйли-Коул     |                       |                       |                       | не проводится  | не проводится  | не проводится  | Асафа Пауэлл Йохан Блейк Никель Ашмид Усэйн Болт          | Асафа Пауэлл Йохан Блейк Никель Ашмид Усэйн Болт          | Асафа Пауэлл Йохан Блейк Никель Ашмид Усэйн Болт          |                      |                      |
| эстафета 4×400 метров         | Рушин Макдональд Питер Мэттьюс Нейтон Аллен Джейвон Фрэнсис | 1                     | 2:58,29               | 1 Q                   | не проводится  | не проводится  | не проводится  | Питер Мэттьюс Нейтон Аллен Фитцрой Данкли Джейвон Фрэнсис | Питер Мэттьюс Нейтон Аллен Фитцрой Данкли Джейвон Фрэнсис | Питер Мэттьюс Нейтон Аллен Фитцрой Данкли Джейвон Фрэнсис | 2:58,16              | 2                    |

Технические дисциплины
| Дисциплина     | Спортсмен      | Квалификация | Квалификация | Финал     | Финал |
| Дисциплина     | Спортсмен      | Результат    | Место        | Результат | Место |
| -------------- | -------------- | ------------ | ------------ | --------- | ----- |
| прыжок в длину | Дамар Форбс    |              |              |           |       |
| прыжок в длину | Обри Смит      |              |              |           |       |
| тройной прыжок | Клайв Пуллен   |              |              |           |       |
| толкание ядра  | Ричардс О’Дейн |              |              |           |       |
| метание диска  | Федрик Дакрес  |              |              |           |       |

Женщины
Беговые дисциплины
| Дисциплина                         | Спортсмен                                                                 | Предварительный раунд | Предварительный раунд | Предварительный раунд | Четвертьфиналы | Четвертьфиналы | Четвертьфиналы | Полуфиналы                                                                       | Полуфиналы                                                                       | Полуфиналы                                                                       | Финал | Финал |
| Дисциплина                         | Спортсмен                                                                 | Забег                 | Время                 | Место                 | Забег          | Время          | Место          | Забег                                                                            | Время                                                                            | Место                                                                            | Время | Место |
| ---------------------------------- | ------------------------------------------------------------------------- | --------------------- | --------------------- | --------------------- | -------------- | -------------- | -------------- | -------------------------------------------------------------------------------- | -------------------------------------------------------------------------------- | -------------------------------------------------------------------------------- | ----- | ----- |
| бег на 100 метров                  | Элейн Томпсон                                                             |                       |                       |                       |                |                |                |                                                                                  |                                                                                  |                                                                                  |       |       |
| бег на 100 метров                  | Шелли-Энн Фрейзер-Прайс                                                   |                       |                       |                       |                |                |                |                                                                                  |                                                                                  |                                                                                  |       |       |
| бег на 100 метров                  | Кристания Уильямс                                                         |                       |                       |                       |                |                |                |                                                                                  |                                                                                  |                                                                                  |       |       |
| бег на 200 метров                  | Элейн Томпсон                                                             |                       |                       |                       |                |                |                |                                                                                  |                                                                                  |                                                                                  |       |       |
| бег на 200 метров                  | Симона Фейси                                                              |                       |                       |                       |                |                |                |                                                                                  |                                                                                  |                                                                                  |       |       |
| бег на 200 метров                  | Вероника Кэмпбелл-Браун                                                   |                       |                       |                       |                |                |                |                                                                                  |                                                                                  |                                                                                  |       |       |
| бег на 400 метров                  | Шерика Джексон                                                            |                       |                       |                       | не проводится  | не проводится  | не проводится  |                                                                                  |                                                                                  |                                                                                  |       |       |
| бег на 400 метров                  | Стефени Энн Макферсон                                                     |                       |                       |                       | не проводится  | не проводится  | не проводится  |                                                                                  |                                                                                  |                                                                                  |       |       |
| бег на 400 метров                  | Кристин Дэй                                                               |                       |                       |                       | не проводится  | не проводится  | не проводится  |                                                                                  |                                                                                  |                                                                                  |       |       |
| бег на 800 метров                  | Натойя Гуле                                                               |                       |                       |                       | не проводится  | не проводится  | не проводится  |                                                                                  |                                                                                  |                                                                                  |       |       |
| бег на 800 метров                  | Симойя Кэмпбелл                                                           |                       |                       |                       | не проводится  | не проводится  | не проводится  |                                                                                  |                                                                                  |                                                                                  |       |       |
| бег на 800 метров                  | Кения Синклэр                                                             |                       |                       |                       | не проводится  | не проводится  | не проводится  |                                                                                  |                                                                                  |                                                                                  |       |       |
| бег на 3000 метров с препятствиями | Аиша Прот                                                                 |                       |                       |                       | не проводится  | не проводится  | не проводится  | не проводится                                                                    | не проводится                                                                    | не проводится                                                                    |       |       |
| бег на 100 метров с барьерами      | Шермани Уильямс                                                           |                       |                       |                       | не проводится  | не проводится  | не проводится  |                                                                                  |                                                                                  |                                                                                  |       |       |
| бег на 100 метров с барьерами      | Меган Таппер                                                              |                       |                       |                       | не проводится  | не проводится  | не проводится  |                                                                                  |                                                                                  |                                                                                  |       |       |
| бег на 100 метров с барьерами      | Никиша Уилсон                                                             |                       |                       |                       | не проводится  | не проводится  | не проводится  |                                                                                  |                                                                                  |                                                                                  |       |       |
| бег на 400 метров с барьерами      | Ристанна Трейси                                                           |                       |                       |                       | не проводится  | не проводится  | не проводится  |                                                                                  |                                                                                  |                                                                                  |       |       |
| бег на 400 метров с барьерами      | Леа Ньюджент                                                              |                       |                       |                       | не проводится  | не проводится  | не проводится  |                                                                                  |                                                                                  |                                                                                  |       |       |
| бег на 400 метров с барьерами      | Дженив Расселл                                                            |                       |                       |                       | не проводится  | не проводится  | не проводится  |                                                                                  |                                                                                  |                                                                                  |       |       |
| Эстафета                           | Предварительный раунд                                                     | Предварительный раунд | Предварительный раунд | Предварительный раунд | Полуфинал      | Полуфинал      | Полуфинал      | Финал                                                                            | Финал                                                                            | Финал                                                                            | Финал | Финал |
| Эстафета                           | Состав                                                                    | Забег                 | Время                 | Место                 | Забег          | Время          | Место          | Состав                                                                           | Состав                                                                           | Состав                                                                           | Время | Место |
| эстафета 4×100 метров              | Симона Фейси Сашали Форбс Вероника Кэмпбелл-Браун Шелли-Энн Фрейзер-Прайс | 1                     | 41,79                 | 1 Q                   | не проводится  | не проводится  | не проводится  | Кристания Уильямс Элейн Томпсон Вероника Кэмпбелл-Браун Шелли-Энн Фрейзер-Прайс  | Кристания Уильямс Элейн Томпсон Вероника Кэмпбелл-Браун Шелли-Энн Фрейзер-Прайс  | Кристания Уильямс Элейн Томпсон Вероника Кэмпбелл-Браун Шелли-Энн Фрейзер-Прайс  |       |       |
| эстафета 4×400 метров              | Кристин Дэй Анниша Маклафлин-Уилби Крисанн Гордон Новлен Уильямс-Миллс    |                       |                       |                       | не проводится  | не проводится  | не проводится  | Стефени Энн Макферсон Анниша Маклафлин-Уилби Шерика Джексон Новлен Уильямс-Миллс | Стефени Энн Макферсон Анниша Маклафлин-Уилби Шерика Джексон Новлен Уильямс-Миллс | Стефени Энн Макферсон Анниша Маклафлин-Уилби Шерика Джексон Новлен Уильямс-Миллс |       |       |

Технические дисциплины
| Дисциплина     | Спортсмен           | Квалификация | Квалификация | Финал     | Финал |
| Дисциплина     | Спортсмен           | Результат    | Место        | Результат | Место |
| -------------- | ------------------- | ------------ | ------------ | --------- | ----- |
| тройной прыжок | Кимберли Уильямс    |              |              |           |       |
| тройной прыжок | Шаника Рикеттс      |              |              |           |       |
| толкание ядра  | Данниэль Томас-Додд |              |              |           |       |
| метание диска  | Тара-Сью Барнетт    |              |              |           |       |
| метание диска  | Шейде Лоренс        |              |              |           |       |
| метание диска  | Келлион Книбб       |              |              |           |       |
| метание молота | Дайна Леви          |              |              |           |       |